# (21051) 1990 UM
1990 يو أم (ويعرف أيضًا باسم (21051) 1990 يو أم وفق تسمية الكوكب الصغير) (بالإنجليزية: 1990 UM)‏ هو كويكب ضمن حزام الكويكبات؛ وترتيبه 21051 من حيث الاكتشاف.
اكتُشف هذا الجُرم الفلكي بواسطة تاكيشي أوراتا ‏ في 20 أكتوبر 1990.

## وصلات خارجية
- (21051) 1990 UM في قاعدة بيانات مختبر الدفع النفاث لأجرام النظام الشمسي الصغيرة

- الاكتشاف · مخطط المدار ·  العناصر المدارية · المعلمات المادية

- (21051) 1990 UM على موقع ويكي سكاي: DSS2, SDSS, GALEX, IRAS, Hydrogen α, X-Ray, Astrophoto, Sky Map, Articles and images